# Enoploctenus pedatissimus
Enoploctenus pedatissimus là một loài nhện trong họ Ctenidae.
Loài này thuộc chi Enoploctenus. Enoploctenus pedatissimus được Embrik Strand miêu tả năm 1909.